# کهن‌خویش تیولو
کهن‌خویش تیولو (نام علمی: Pseudalethe choloensis) نام یک گونه از سرده کهن‌خویش‌نماها است.